# Patrick Ollier
Patrick Ollier (Périgueux, 17 dicembre 1944) è un politico francese.
È stato eletto il 16 giugno 2002 in rappresentanza degli Hauts-de-Seine, vicino a Parigi. È presidente della Commissione Affari economici, Ambiente e Territorio dell'Assemblea nazionale. Si interessa di energie rinnovabili e Africa, essendo a capo del gruppo di amicizia franco-libico dell'Assemblea nazionale.
Il 14 gennaio 2007 annunciò la sua candidatura alla presidenza dell'Assemblea nazionale, in sostituzione di Jean-Louis Debré, che sarebbe entrato a far parte del Consiglio costituzionale. Rimase l'unico candidato, poiché l'opposizione si rifiutò di partecipare al voto, e fu eletto il 7 marzo 2007. Tuttavia, nonostante avesse espresso la volontà di rimanere presidente dell'Assemblea, non fu scelto dal gruppo UMP come candidato alla presidenza dopo le elezioni legislative. Alla presidenza gli succedette Bernard Accoyer il 20 giugno dello stesso anno.

## Formazione
Si è laureato nel 1971 presso l'Istituto di studi politici di Aix-en-Provence.

## Carriera politica
Dal 1983 al 1989 e dal 2001 al 2004 è stato vicesindaco di Rueil-Malmaison, ricoprendo nel frattempo la carica di sindaco di La Salle-les-Alpes. Negli anni '90 è stato consigliere generale delle Alte Alpi. Nel 2004 è diventato sindaco di Rueil-Malmaison (rieletto nel 2008, 2014 e 2020).
Nelle successive elezioni legislative del 1988, 1993, 1997, 2002 e 2007 è stato eletto deputato all'Assemblea nazionale. Per molti anni è stato attivo nel partito gollista del Raggruppamento per la Repubblica, per poi aderire all'Unione per un Movimento Popolare, successore del RPR.
Nel marzo 2007 fu eletto presidente della XII Assemblea nazionale, in sostituzione di Jean-Louis Debré, nominato membro del Consiglio costituzionale. Ricoprì tale incarico per tre mesi. Dopo le elezioni legislative dello stesso anno, non ricevette ulteriori raccomandazioni dal suo partito, che scelse di nominare Bernard Accoyer.
Nel novembre 2010 assunse la carica di ministro per i rapporti con il Parlamento nel terzo governo di François Fillon. Mantenne tale incarico fino al maggio 2012. Alle elezioni legislative dello stesso anno, fu nuovamente eletto deputato.

## Vita privata
È il partner di Michèle Alliot-Marie, ministro degli affari esteri ed europei nel governo di François Fillon dal 14 novembre 2010 al 27 febbraio 2011. Ollier è socio onorario del Rotary Club di Rueil Malmaison e funzionario pubblico.